# گیلار (یاردیملی)
گیلار (به لاتین: Gilar) یک منطقه مسکونی در جمهوری آذربایجان است که در شهرستان یاردیملی واقع شده است.